# Bohdan Kierło
Bohdan (Dadźbóg) Kierło herbu własnego – podkomorzy czernihowski i nowogrodzkosiewierski w latach 1631–1635, podkomorzy nowogrodzkosiewierski w 1635 roku, dworzanin królewski, ekonom generalny królewicza Władysława.
Uczestnik działań wojennych w latach 1600–1618.
Poseł na sejm konwokacyjny 1632 roku z powiatu nowogródzkiego. 